# Сондей Василь Васильович
Василь Васильович Сондей (нар. 8 лютого 1969, Львів, УРСР) — український футбольний тренер.

## Кар'єра тренера
Кар'єру тренера розпочав як асистент Мирона Маркевича. Допомограв тренувати «Анжи» (Махачкала) та «Карпати» (Львів). Потім займав посаду президента калуського «Прикарпаття». З січня по червень 2004 року працював головним тренером рівненського «Вереса».